# Helleborus cyclophyllus
Helleborus cyclophyllus là một loài thực vật có hoa trong họ Mao lương. Loài này được Boiss. mô tả khoa học đầu tiên năm 1867.

## Hình ảnh

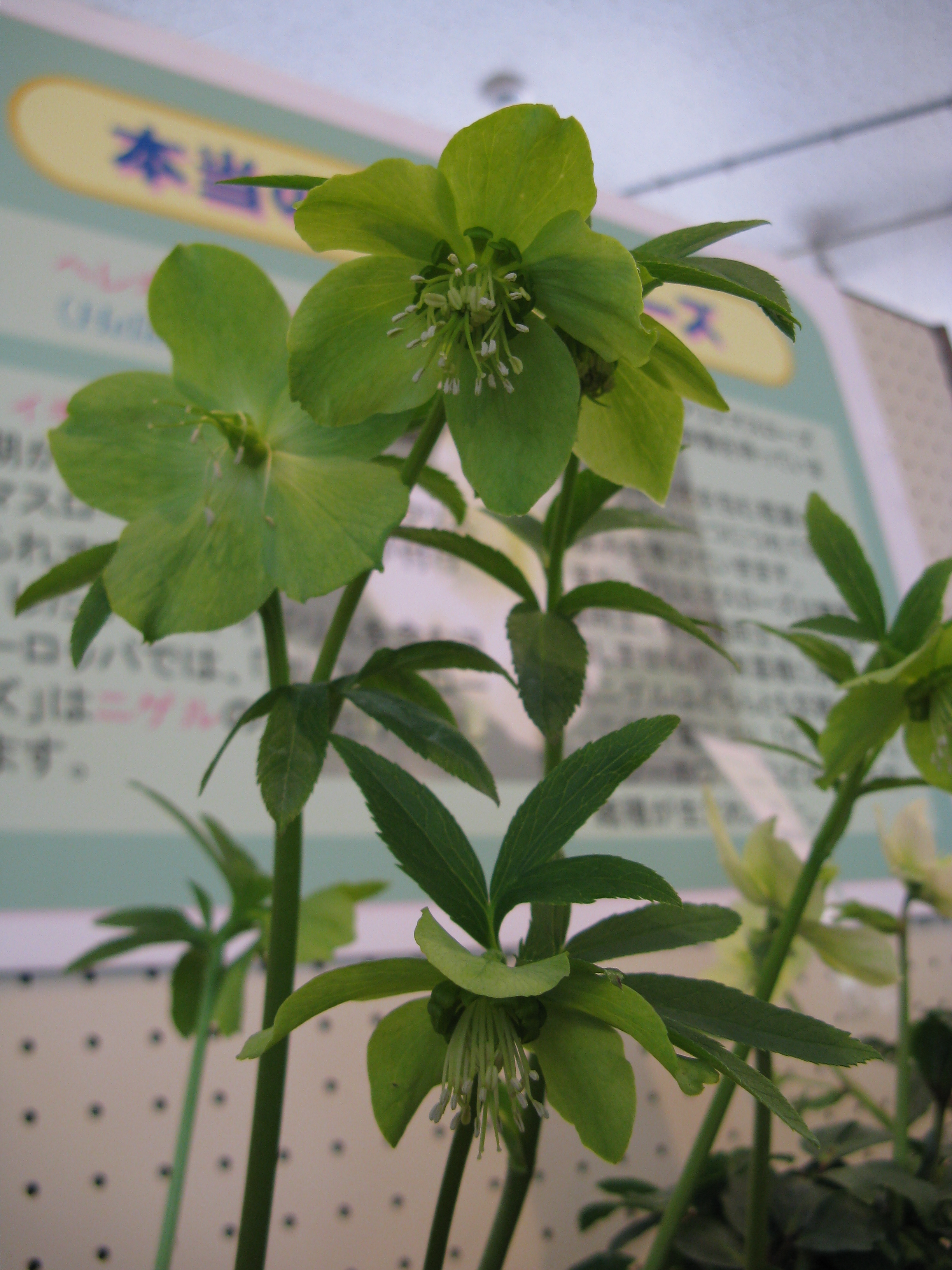